# 清泉站 (庆尚北道)
清泉站（：／ Cheongcheon yeok */?）是位于韩国庆尚北道慶山市河陽邑清泉里的一个铁路车站，属于大邱线。

## 历史
- 1917年12月24日，落成使用[1]。
- 1936年10月6日，降级为简易站。

## 相鄰車站
韓國鐵道公社
大邱線
琴江－清泉－河陽